# George Henry Barnet Lyon
George Henry Barnet Lyon (Paramaribo, 7 januari 1849 – Den Haag, 1 december 1918) was een Nederlands jurist en hoofdambtenaar in Suriname. Hij was waarnemend advocaat-generaal en procureur-generaal bij het Surinaamse Hof van Justitie, lid van de Koloniale Staten en agent-generaal voor de Immigratie.

## Biografie

### Studie en jurist
George Henry Barnet Lyon bracht een deel van zijn jeugd door in Brussel en volgde later het gymnasium in Zutphen. Vervolgens studeerde hij rechten aan de Universiteit van Leiden waar hij in 1871 met de hoogste graad op stellingen promoveerde. Hij ging daarop naar Suriname om zich bezig te houden met het beheer en bestuur van de grote plantages van zijn vader.
Van 1878 tot 1880 was hij tijdelijk lid van het Hof van Justitie in Paramaribo. In de jaren 1881-1882 was hij waarnemend advocaat-generaal bij het Hof en van 1883 tot 1886 waarnemend procureur-generaal. Nadat het Statenlid Johannes Cornelis Muller Az. ontslag had genomen werd Barnet Lyon bij tussentijdse verkiezingen verkozen in 1876 tot lid van de Koloniale Staten. Hij bleef lid tot 1892.

### Agent-generaal voor de Immigratie
Na het overlijden van Johan Cateau van Rosevelt in 1891 volgde Lyon hem op als agent-generaal voor de Immigratie wat pas officieel werd met het Koninklijk Besluit van 3 februari 1892. Hiermee kreeg hij de leiding over het immigratiedepartement in een periode dat er grote groepen Hindoestanen in het toenmalige Brits-Indië werden geworven om in Suriname te werken als contractarbeider. In 1890 begon de Nederlandsche Handel-Maatschappij (NHM), eigenaar van onder andere de suikerplantage Mariënburg en veel plantages in Nederlands-Indië, met het aantrekken van Javaanse contractarbeiders wat vanaf 1894 door het immigratie departement werd overgenomen. 
Daarnaast was Lyon van 1896 tot 1903 opnieuw lid-plaatsvervanger van het Hof van Justitie. Bovendien was hij enige tijd lid van de Raad van Bestuur van Suriname. 
In 1884 beviel gouverneur baron Van Heerdt tot Eversberg tot militair ingrijpen tijdens de opstand van Zorg en Hoop. Zeven contractarbeiders kwamen om het leven, onder wie Janey Tetary. In 1902 reisden hij en de procureur-generaal naar Mariënburg toen contractarbeiders in opstand kwamen tegen de lage lonen. Op 30 juli 1902 gingen opstandelingen na meerdere waarschuwingen in drie talen over een van tevoren vastgestelde lijn heen, wat voor luitenant Pet aanleiding gaf om het bevel tot vuren te geven. De opstand ontaardde in een bloedbad met 24 doden tot gevolg. Nadien protesteerde Barnet Lyon vergeefs tegen de wijze waarop de doden werden begraven, omdat er geen rekening werd gehouden met de tradities binnen het hindoeïsme en de islam. De autoriteiten gingen niet akkoord, omdat ze wilden voorkomen dat de plek zou uitgroeien tot een pelgrimsoord.
Al was Barnet Lyon niet de opdrachtgever voor de dodelijke militaire ingrepen, was hij ook niet onomstreden. Vanuit zijn functie had hij tot taak om de contractarbeiders te beschermen, maar hij greep vaak niet in bij misbruik, mishandeling, slechte woonomstandigheden, te lage betaling en te lange werkdagen.
Op 22 november 1902 trad Corstiaan van Drimmelen als waarnemend agent-generaal aan vanwege langdurig verlof van Lyon. Hij was de districtscommissaris van Nickerie. Pas op 1 juli 1905 volgde zijn aanstelling als agent-generaal. Barnet Lyon vertrok naar Nederland en kwam niet meer terug.

### Huwelijk en vertrek naar Nederland
Barnet Lyon trad in juni 1905 in het huwelijk met Maria Elisabeth Weller. Zij gingen wonen in Den Haag. In Nederland schreef hij soms artikelen voor de Nieuwe Rotterdamse Courant en daarnaast was hij onder andere betrokken bij de in 1912 opgerichte Middelbare Koloniale Landbouwschool in Deventer. Dat laatste moest hij opgeven vanwege ernstige gezondheidsproblemen waarmee hij de laatste jaren van zijn leven te maken had. Lyon overleed eind 1918 in Den Haag op 69-jarige leeftijd.

## Borstbeeld
Op 7 januari 1908 werd in Paramaribo een borstbeeld van Lyon onthuld op de hoek van de Grote Combéweg en het Gouvernementsplein. Dat er voor hem wel en zijn voorganger Cateau van Rosevelt geen borstbeeld werd gemaakt, komt vooral omdat zijn hoofdtolk Sital Persad geijverd heeft voor dit beeld van zijn pleegvader. Vanaf het moment dat Sital Persad als 14-jarige jongen in 1882 arriveerde werd hij door Barnet Lyon opgevoed.
Zijn borstbeeld werd in 2017 verwijderd omdat toen werd aangevoerd dat hij de opdracht had gegeven tot het militaire ingrijpen in de opstand op Zorg en Hoop in 1884. Dit zou hem ook verantwoordelijk hebben gemaakt voor de dood van Janey Tetary en zes mannelijke contractarbeiders. Historicus Maurits Hassankhan sprak van geschiedvervalsing en ook andere critici wezen naar een gebrek aan historisch bewijs. Het bevel tot militair ingrijpen was in 1884 dan ook niet door Barnet Lyon, maar door gouverneur baron Van Heerdt tot Eversberg gegeven.
Het borstbeeld van Barnet Lyon verdween naar de tuin van de bibliotheek van het Surinaams Museum en op 24 september 2017 werd op zijn voormalige plek het standbeeld van Janey Tetary onthuld.